# Mayaki Seydou
Mayaki Seydou (* 1949) ist ein ehemaliger nigrischer Boxer.
Bei den Olympischen Sommerspielen 1972 in München konnte er im Bantamgewichtsturnier in der ersten Runde den Türken Mehmet Kumova mit 3:2 besiegen, ehe er in der zweiten Runde gegen Stefan Förster aus der DDR mit 0:5 ausschied.